# Pitsburg
|  | No s'ha de confondre amb Pittsburg. |

Pitsburg és una població del Comtat de Darke a l'estat d'Ohio Estats Units d'Amèrica.

## Demografia
Segons el cens dels Estats Units del 2000 tenia 392 habitants, 135 habitatges, i 108 famílies. La densitat de població era de 796,6 habitants/km².
Dels 135 habitatges en un 44,4% hi vivien nens de menys de 18 anys, en un 69,6% hi vivien parelles casades, en un 5,9% dones solteres, i en un 20% no eren unitats familiars. En el 19,3% dels habitatges hi vivien persones soles el 3,7% de les quals corresponia a persones de 65 anys o més que vivien soles. El nombre mitjà de persones vivint en cada habitatge era de 2,9 i el nombre mitjà de persones que vivien en cada família era de 3,25.
Per edats la població es repartia de la següent manera: un 36% tenia menys de 18 anys, un 6,6% entre 18 i 24, un 34,4% entre 25 i 44, un 19,4% de 45 a 60 i un 3,6% 65 anys o més.
L'edat mediana era de 28 anys. Per cada 100 dones de 18 o més anys hi havia 109,2 homes.
La renda mediana per habitatge era de 51.591 $ i la renda mediana per família de 62.273 $. Els homes tenien una renda mediana de 44.500 $ mentre que les dones 26.563 $. La renda per capita de la població era de 18.763 $. Cap de les famílies i el 4% de la població estaven per davall del llindar de pobresa.

## Poblacions properes
El següent diagrama mostra les poblacions més properes.